# Lustslott

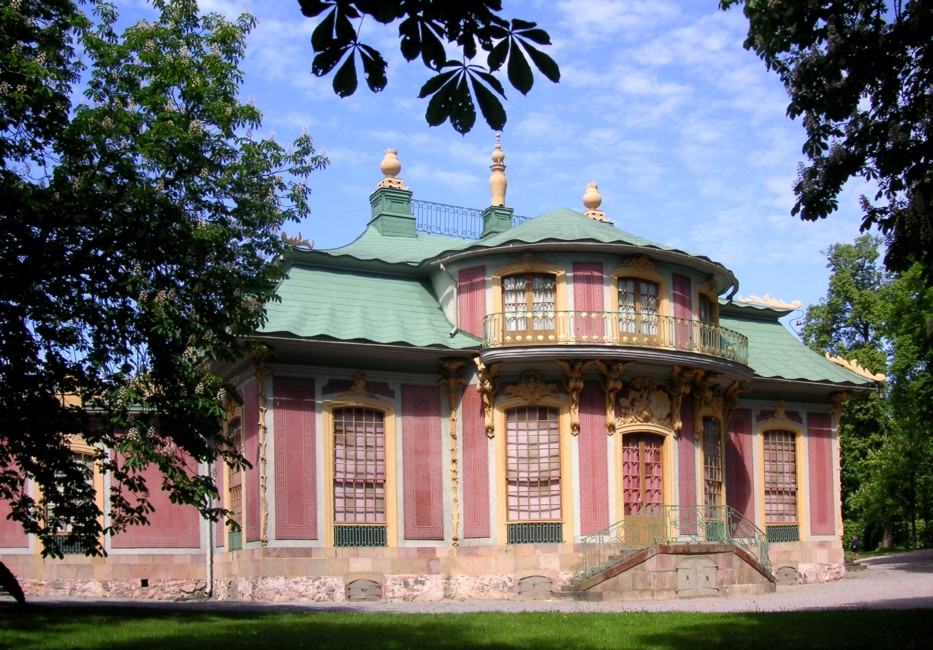
Lustslottet Kina slott i Drottningholms slottspark

Ett lustslott (ty:Lustschloss, fr:maison de plaisance, eng:pleasure palace) är ett slott där ägaren uppehåller sig någon del av året för rekreation.

## Kort historik
Genom historien har härskare låtit bygga palats och villor som legat avsides i vacker natur där de tillbringat kortare tider, borta från plikter och stridigheter, i avskildhet och med nöjen. I Europa blev denna typ av hus, som kom att kallas lustslott, mycket populära på 1600- och 1700-talen. Det började i Frankrike där adelsmän och monarker under 1600-talet lät bygga sig "maisons de plaisance" i tidstypisk barock- och rokokostil. Modet spred sig snart över hela Europa och levde vidare under 1700-talets klassicistiska epok och fortsatte in i romantiken.
Lustslott är ett vitt begrepp som kan innefatta allt ifrån slott med egen park till jaktslott och mindre hus som ligger avsides och naturskönt. 

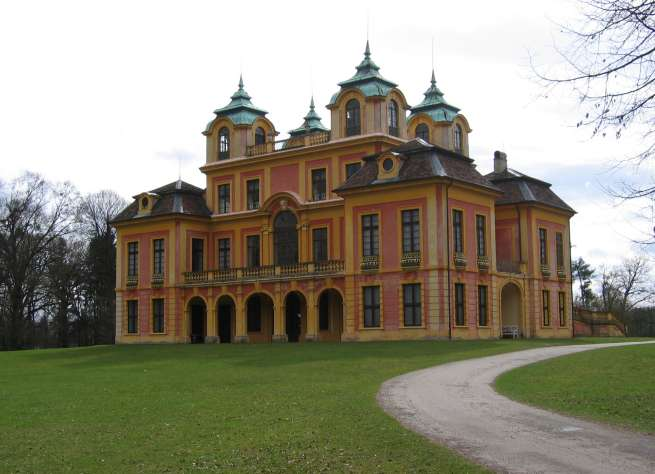
Schloss Favorite, 1730, jakt- och lustslott i Rastatt-Förch, Tyskland.
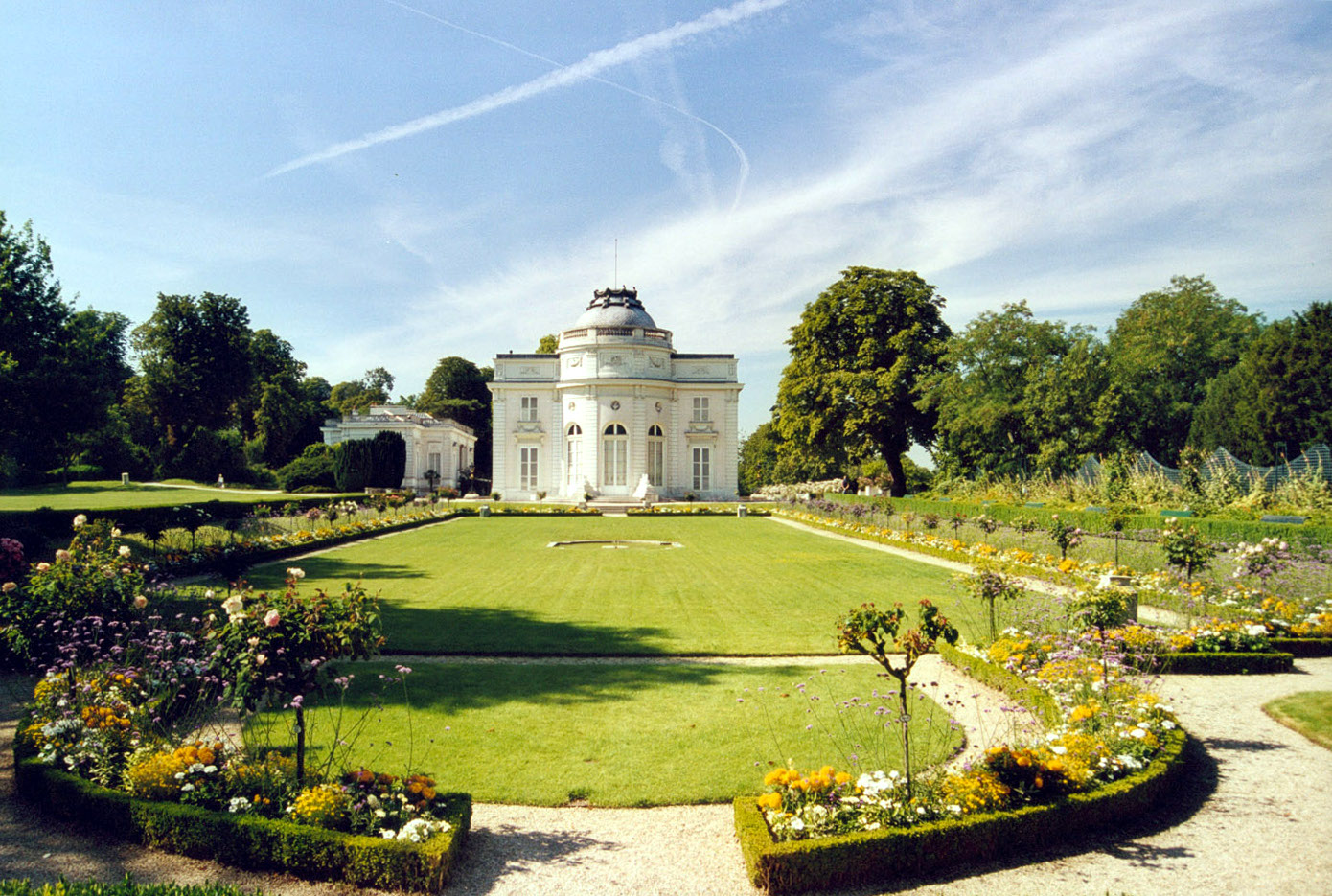
Château de Bagatelle, 1777, Bois de Boulogne, Paris, Frankrike.
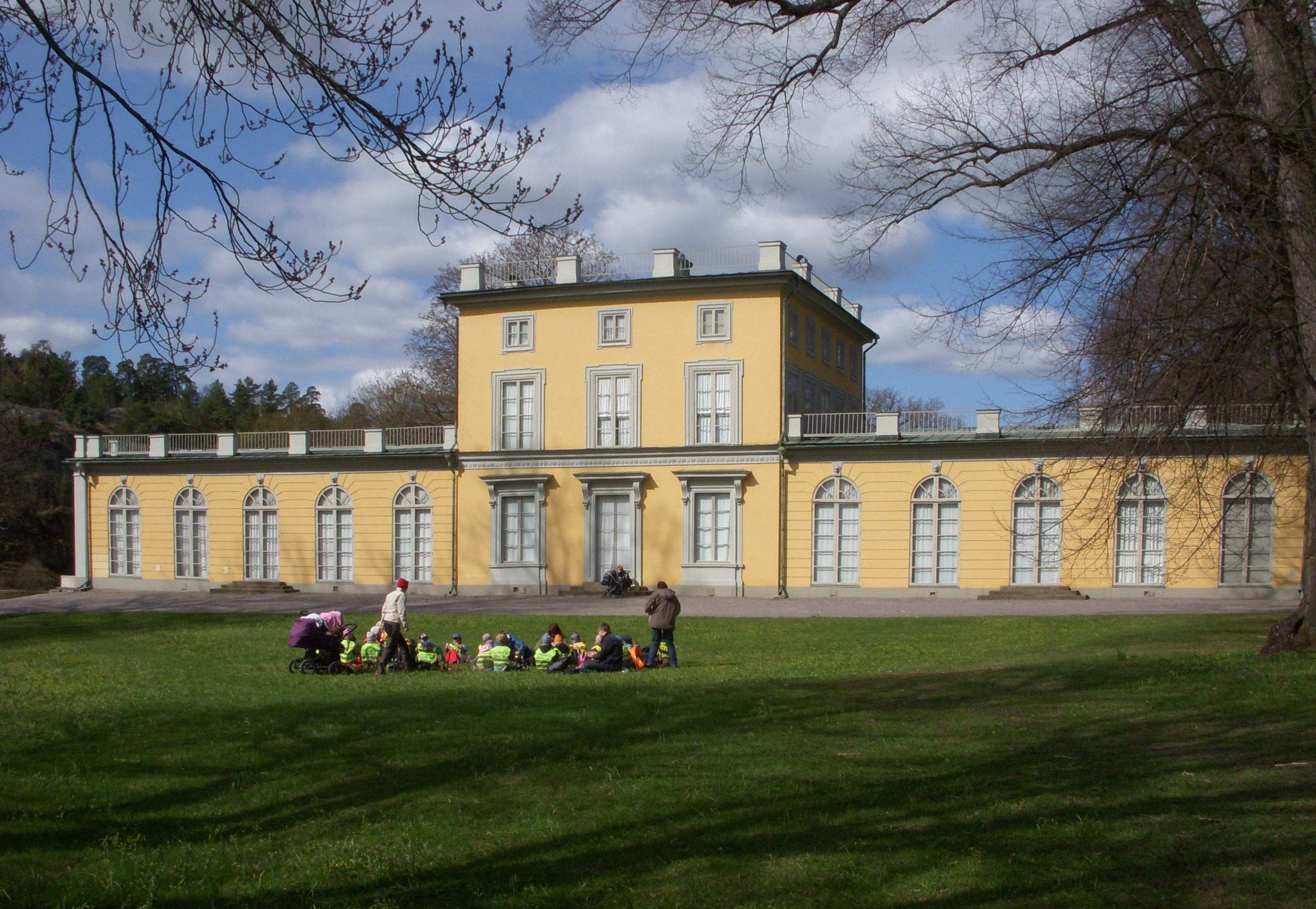
Gustav III paviljong,1787, Hagaparken, Stockholm.
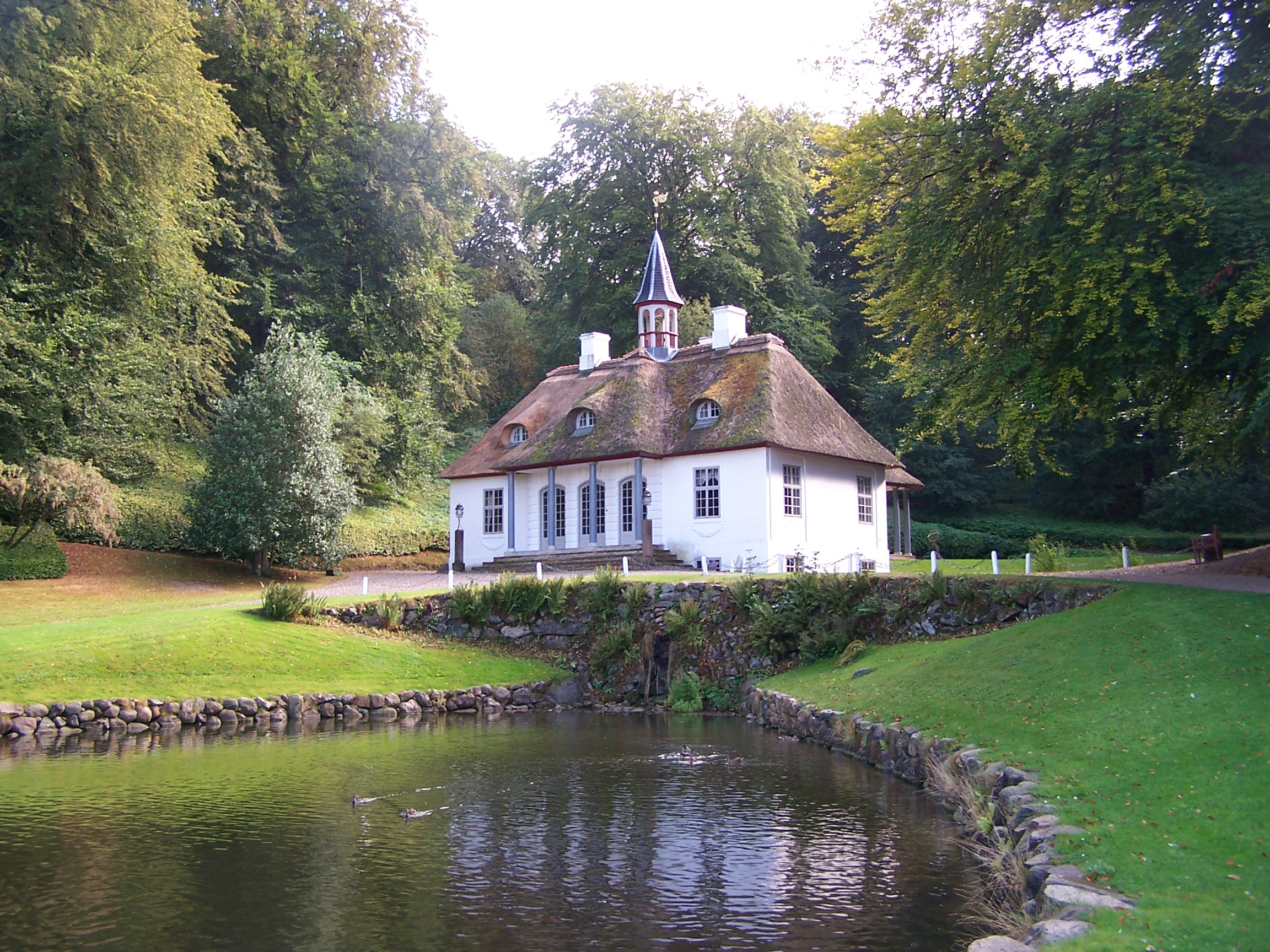
Liselund gamle slott, cirka 1790, Møn, Danmark.
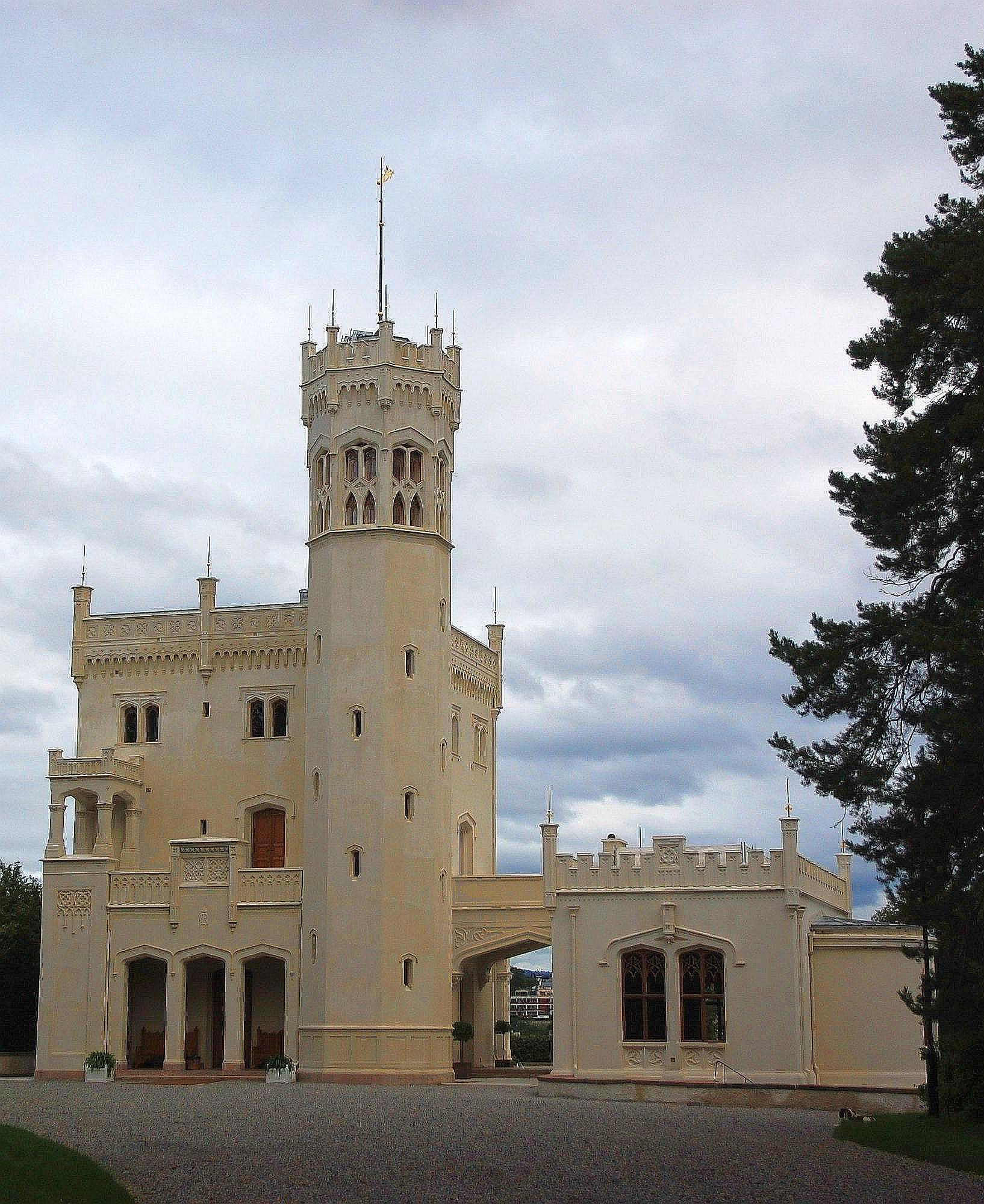
Oscarshall, cirka 1850, Bygdøy, Oslo, Norge.

## Svenska kungliga lustslott
- Rosendals slott
- Kina slott
- Gustav III:s paviljong